# Ottavio Dazzan
Ottavio Dazzan, né le 2 janvier 1958 à Quilmes (province de Buenos Aires, Argentine) et mort le 16 janvier 2024 dans la même ville, est un coureur cycliste argentin naturalisé italien en janvier 1976. 
Professionnel de 1981 à 1989, il a été six fois médaillé aux championnats du monde de cyclisme sur piste, trois fois en vitesse et trois fois en keirin. Il a également été champion d'Europe de vitesse en 1983 et 1985.

## Palmarès sur piste

### Championnats du monde
- Zurich 1983
  -  Médaillé de bronze de la vitesse
- Barcelone 1984
  -  Médaillé d'argent du keirin
  -  Médaillé d'argent de la vitesse
- Bassano del Grappa 1985
  -  Médaillé d'argent du keirin
  -  Médaillé de bronze de la vitesse
- Colorado Springs 1986
  -  Médaillé d'argent du keirin

### Championnats du monde juniors
- 1975
  -  Champion du monde de vitesse juniors

### Jeux panaméricains
- Mexico 1975
  -  Médaillé d'argent de la vitesse

### Championnats panaméricains
- Cali 1974
  -  Médaillé d'or du kilomètre
  -  Médaillé d'or de la vitesse

### Championnats d'Europe
- Champion d'Europe de vitesse en 1983, 1985 et 1986 (2e en 1984)

### Championnats nationaux
- Champion d'Italie de vitesse juniors en 1976
- Champion d'Italie de vitesse en 1982, 1983, 1984, 1985, 1987
- Champion d'Italie de keirin en 1982, 1983, 1986

## Palmarès sur route
- 1977
  - Trophée Visentini